# エマ・カリ
エマ・カリ（フィンランド語: Emma Karoliina Kari、 1983年5月15日 - ）は、フィンランドの政治家であり、緑の同盟を代表する。カリは、クリスタ・ミッコネンがマリン内閣内務大臣に就任した2021年10月に環境気候大臣に選出され、2021年11月19日に環境気候大臣に任命された。

## 概要

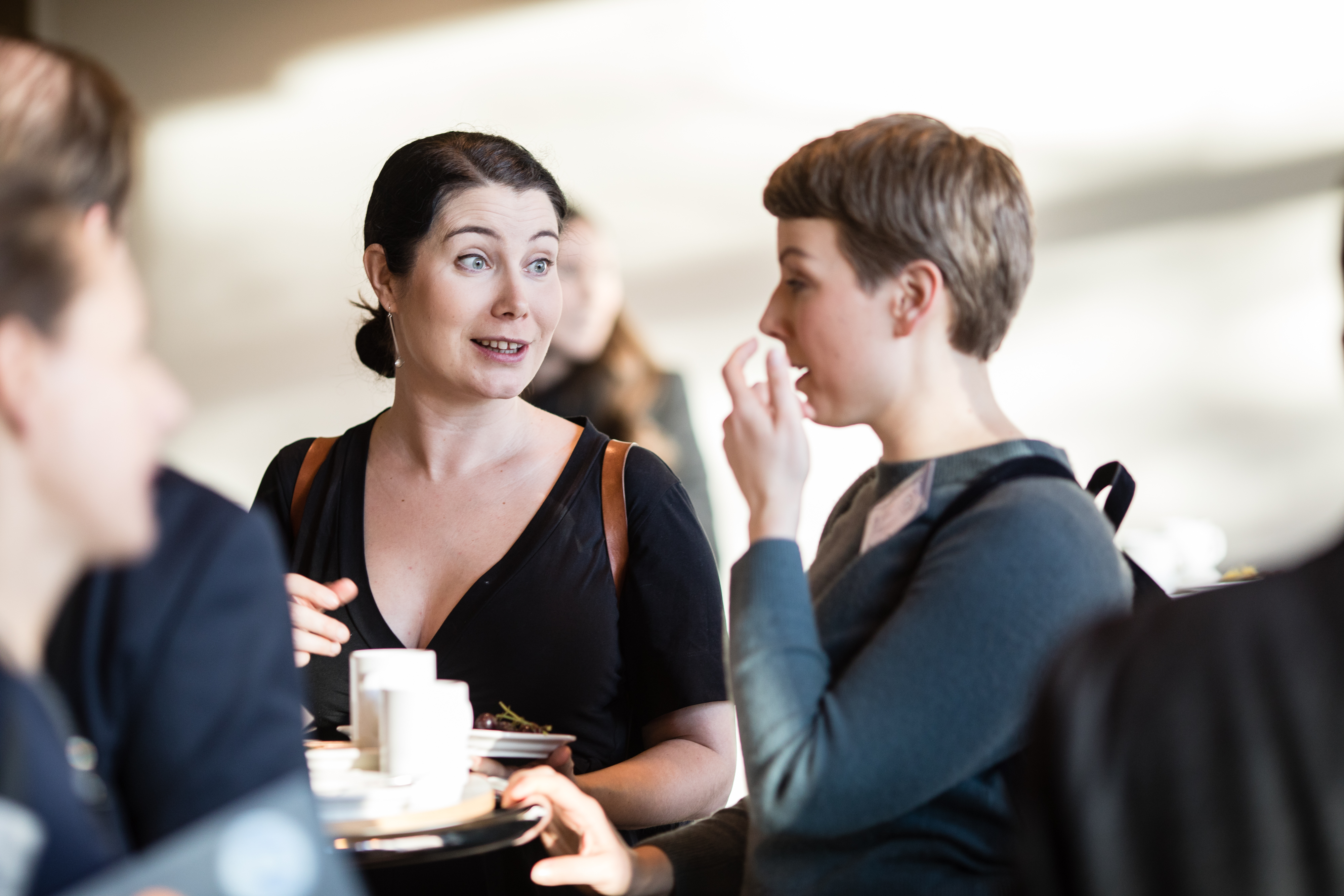
政府気候会議2020年2月3日 写真は緑の同盟のエマ・カリ（左）とイェンニ・ピトコ

- 彼女は2015年議会選挙でフィンランド議会に選出され、合計4,647票を獲得した[3]カリは2008年からヘルシンキ市議会議員に選ばれていた[4]。
- カリとクッカ・ランタ（英語版）は商業漁業の結果を取り上げた本「Kalavale」を出版している[5]。